# Edgartown Harbor Light
Das Edgartown Harbor Light ist einer von insgesamt fünf Leuchttürmen auf Martha’s Vineyard im Bundesstaat Massachusetts der Vereinigten Staaten. Das aktuelle Bauwerk wurde ursprünglich 1881 am Crane Beach in Ipswich als eines der Ipswich Range Lights errichtet und 1939 an seinen heutigen Standort bei Edgartown verlegt. Es wurde 1987 im Rahmen der Multiple Property Submission Lighthouses of Massachusetts MPS in das National Register of Historic Places eingetragen.

## Geschichte

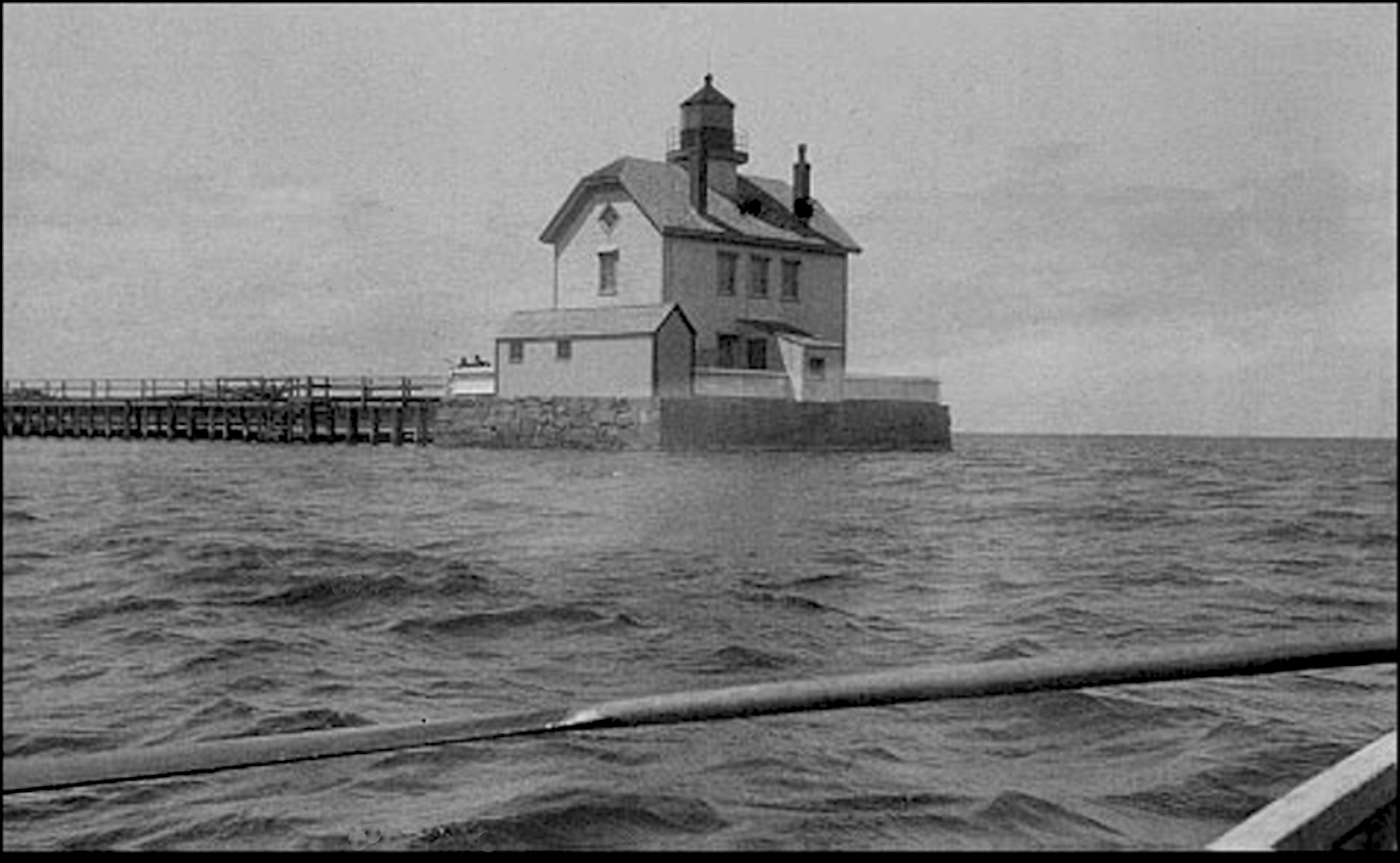
Der Leuchtturm im Jahr 1830

1828 bewilligte der Kongress der Vereinigten Staaten Finanzmittel in Höhe von 5500 US-Dollar (heute ca. 162.200 Dollar) zum Bau eines Leuchtturms am Standort des heutigen Bauwerks, um den aufgrund der boomenden Walfangindustrie – Nantucket und Martha’s Vineyard verfügten zu dieser Zeit gemeinsam über ein Viertel der US-amerikanischen Walfangflotte – stetig ansteigenden Schiffsverkehr sicherer zu machen. Der Staat Massachusetts erwarb daraufhin das dafür notwendige Grundstück zum Kaufpreis von 80 Dollar (heute ca. 2.400 Dollar) von Seth Vincent und ließ für rund 4000 Dollar (heute ca. 118.000 Dollar) ein zweistöckiges Gebäude errichten, auf dessen Dach ein Leuchtfeuer platziert wurde, das ein weißes Dauerlicht mit einer Reichweite von 14 sm (25,9 km) ausstrahlte. Da der Leuchtturm auf Pfählen vor der Küste errichtet worden war und daher nur mittels Ruderboot erreicht werden konnte, wurde 1830 für 2500 Dollar (heute ca. 75.800 Dollar) ein Damm hinzugefügt, der das Gebäude mit der Insel verband. Er wurde als „Bridge of Sighs“ (deutsch: „Brücke der Seufzer“) bekannt, weil er regelmäßig von Paaren als Verabschiedungsort genutzt wurde, wenn der Mann zu einer Seefahrt aufbrach.
1847 wurde der hölzerne und bereits morsche Wellenbrecher für 4700 Dollar (heute ca. 159.600 Dollar) durch eine Konstruktion aus Steinen ersetzt. 1856 wurde eine Fresnel-Linse 4. Ordnung in den Turm eingebaut, und auch das Gebäude wurde über die Jahre um ein Lagerhaus, ein Öllager und eine Nebelglocke erweitert. Aufgrund seiner exponierten Lage war das Gebäude beständig den Elementen ausgesetzt und musste fortlaufend repariert werden, so dass die meisten Leuchtturmwärter nur wenige Jahre blieben. 1939 übernahm die Küstenwache der Vereinigten Staaten den Leuchtturm und riss die maroden Gebäude umgehend ab. Da die Anwohner gegen die Installation eines automatischen Lichts auf einem Gerüstturm stimmten, schlug die Küstenwache die Verlegung eines gusseisernen, 1881 errichteten Leuchtturms vom Crane Beach in Ipswich vor, was schließlich auf Zustimmung stieß.
Der Turm wurde daher demontiert, per Schiff nach Edgartown transportiert und dort wieder aufgebaut. Er erhielt eine moderne, automatisch arbeitende Optik, die alle 6 Sekunden einen roten Blitz erzeugt. 1985 leaste das Vineyard Environmental Research Institute den Leuchtturm und rüstete ihn 1990 auf eine Kunststofflinse und Solarstrom um. Bereits am 15. Juni 1987 wurde er unter der Nummer 87001465 in das National Register of Historic Places eingetragen. 1994 ging der Leasingvertrag auf das Martha’s Vineyard Museum über, das von der Martha’s Vineyard Historical Society betrieben wird. 2007 wurde der Leuchtturm mit Mitteln der Stadt Edgartown umfassend renoviert.
Im Januar 2014 ging der Leuchtturm in das Eigentum der Stadt Edgartown über, nachdem er 2012 von der Küstenwache der Vereinigten Staaten als für die Schifffahrt nicht mehr notwendig eingestuft und zum Erwerb freigegeben worden war.

## Architektur
Das 45 ft (13,7 m) hohe, aus Gusseisen im Italianate-Stil errichtete Gebäude steht auf einem Fundament aus Granitblöcken. Der zylinderförmige, nach oben hin konisch zulaufende Gebäudekörper ist weiß, das Feuerhaus schwarz gestrichen. 1985 wurde der Leuchtturm renoviert. 2001 folgte eine Restaurierung des Fundaments und eine Umwidmung zum Denkmal Children's Lighthouse Memorial. 2007 wurde der Leuchtturm innen und außen restauriert; unter anderem wurden neue Fenster und eine neue Wendeltreppe installiert, so dass er 2008 für Besucher geöffnet werden konnte.

## Technik
Der Leuchtturm sendet alle 6 Sekunden einen roten Lichtblitz aus, der bis zu 5 sm (9,3 km) weit zu sehen ist. Als Leuchtmittel dient seit 1990 eine 250-mm-Linse, welche die ursprüngliche Fresnel-Linse 4. Ordnung aus dem Jahr 1856 ersetzte.